# Mieczysław Bień (polityk)
Mieczysław Bień (ur. 25 marca 1958 w Tarnowie) – polski przedsiębiorca i samorządowiec, dwukrotny prezydent Tarnowa.

## Życiorys
W 1977 ukończył IV Liceum Ogólnokształcące im. Stanisława Anioła w Tarnowie, a w 1982 studia na Wydziale Transportu Politechniki Krakowskiej. Pracował w Wojewódzkim Przedsiębiorstwie Komunikacyjnym oraz w Wojewódzkim Zarządzie Dróg Miejskich. Od 1990 do 1994 pełnił po raz pierwszy funkcję prezydenta Tarnowa. W 1994 został wybrany do rady miejskiej. W latach 1996–2002 był dyrektorem generalnym Wyższej Szkoły Biznesu w Tarnowie.
W drugiej turze bezpośrednich wyborów samorządowych w 2002 pokonał Józefa Rojka, powracając na urząd prezydenta miasta. Został też w tych wyborach wybrany na radnego. Startował z ramienia komitetu Nasz Dom Tarnów. W 2005 założył stowarzyszenie o tej samej nazwie i został jego prezesem. W 2006 nie ubiegał się o reelekcję na prezydenta, natomiast kandydował z listy NDT bez powodzenia do rady miejskiej. W 2007 został dzierżawcą i zarządcą pałacu w Janowicach. W 2018 kandydował do sejmiku małopolskiego z ramienia KW Wspólna Małopolska.

## Wyróżnienia
Dwukrotnie uznany „Człowiekiem Roku” w plebiscycie „Gazety Krakowskiej”